# Amphicaryon intermedia
Amphicaryon intermedia är en nässeldjursart som beskrevs av Daniel 1977    . Amphicaryon intermedia ingår i släktet Amphicaryon och familjen Prayidae. Inga underarter finns listade i Catalogue of Life.